# ジョン・ヴィンセント (作曲家)
ジョン・ヴィンセント（John Vincent、1902年5月17日 - 1977年1月21日）はアメリカ合衆国の作曲家・指揮者・音楽教育者。
アラバマ州バーミングハム出身。ニューイングランド音楽院でフレデリック・コンヴァースとジョージ・ホワイトフィールド・チャドウィックに師事し、1927年に卒業した。その後、ジョージ・ピーボディ大学で修士号を獲得し、1933年よりハーバード大学の博士課程に進み、ウォルター・ピストンに師事した。さらに1935年から2年間、パリでナディア・ブーランジェのもとで学んだ。帰国後は、コーネル大学に移り、1942年に博士号を取得した。そのかたわら、1937年よりウェスタンケンタッキー大学で教壇に立った。その後、1946年から1969年までカリフォルニア大学ロサンゼルス校で教授を務めた。
作風は叙情的でバイタリティーあふれるリズムが特徴である。複調と無調の要素を取り入れた自由な調性感は彼自身は「パラトナリティ」と称した。作品にはオペラ、管弦楽曲、室内楽曲、歌曲、映画音楽などがある。

## 文献
- Marrocco, W. Thomas. 2001. "Vincent, John". The New Grove Dictionary of Music and Musicians, second edition, edited by Stanley Sadie and John Tyrrell. London: Macmillan Publishers.